# Euskera batua
Euskera batua, en batua euskara batua traduïble com 'basc unificat', és l'estàndard oral i escrit del basc. El formà l'acadèmia de la llengua basca, l'Euskaltzaindia, des del 1968. L'euskara batua aspira a ser un element supradialectal i un instrument de comunicació entre els bascoparlants. Tracta doncs de superar els problemes de comunicació entre els dialectes bascos i normativitzar aquesta llengua; com diuen els lingüistes Koldo Mitxelena o Koldo Zuazo, l'euskara batua i els dialectes no són antagònics sinó complementaris.
És la llengua de l'administració d'Euskadi, i també s'utilitza a la Comunitat Foral de Navarra, la televisió basca, la premsa en basc, la producció literària i les escoles. Tanmateix, això no implica que no s'emprin mai els dialectes als mitjans de comunicació, ans al contrari. És una mescla de tots els dialectes amb especial influència del de Guipúscoa, el més central.

## Origen de l'estàndard
En la dècada de 1950 i 1960 molts lingüistes van fer les seves aportacions per a definir les bases de l'èuscar unificat. Federiko Krutwig proposà, sense que s'acceptés, el dialecte literari labortà com a estàndard basant-se en l'obra unificadora que havia fet l'escriptor basc Joannes Leizarraga amb la seva obra de traducció (calvinista) del nou Testament de la Bíblia Jesus Christ Gure Iaunaren Testamentu Berria (1571). El 1963 Euskaltzaindia va tenir una reunió a Baiona on sorgí l'associació d'escriptors Euskal Idazkaritza.
Finalment, el 1968 Euskaltzaindia es va reunir a Arantzazu i en aquesta reunió s'establiren les pautes lexicogràfiques i morfològiques de l'euskara batua (ortografia, morfologia, declinació i neologismes), que es complementaren l'any 1973 amb una proposta de la conjugació verbal. Koldo Mitxelena tingué un gran paper en la formació de l'euskera batua.

## Nom de la llengua
La forma euskera (dels dialectes guipuscoà, biscaí i alt-navarrès) és més usada que el terme basc entre els castellanoparlants bascos i és l'adoptada en el Diccionari de la Reial Acadèmia de la Llengua Espanyola. En canvi, en batua se l'anomena únicament euskara (la més comuna en els dialectes centrals). També, segons la regió, se l'anomena euskala, eskuara, eskuera, eskara, eskera, eskoara, euskiera, auskera, oskara, uskera, uskaa, uska o üskara.